# Rhonda Fleming
Rhonda Fleming (Hollywood, 10 augustus 1923 - Santa Monica, 14 oktober 2020) was een Amerikaans actrice.
Rhonda Fleming werd in 1923 geboren als Marilyn Louis. Ze was de dochter van het New Yorkse fotomodel Effie Graham. Begin de jaren '40 speelde ze enkele kleinere filmrollen. Ze brak door in 1945 met haar rol in de film Spellbound van Alfred Hitchcock. Ze speelde daarna mee in verschillende films noirs, zoals The Spiral Staircase (1945) en Out of the Past (1947). In 1960 kreeg zijn een ster in Hollywood Walk of Fame. Vanaf de jaren '60 speelde ze vrijwel alleen nog in televisieproducties. Zoals in een aflevering van The Love Boat en Pepper. In 1980 beëindigde ze met The Nude Bomb haar acteercarrière, maar in 1990 trad ze nog eenmaal voor het voetlicht in de film Waiting for the Wind.
Ze speelde in meer dan 40 speelfilms en vaak met grote sterren als Gregory Peck, Robert Mitchum, Kirk Douglas, Charlton Heston, Glenn Ford, Burt Lancaster, Bob Hope, Bing Crosby, Rock Hudson, Jean Simmons, Victor Mature en Ronald Reagan. In 2007 kreeg zij ook een Gouden Palm Ster op de 'Palm Springs Walk Of Stars' in Palm Springs.
Daarna zette Fleming zich in voor liefdadigheidswerk. 
Ze overleed op 97-jarige leeftijd. Ze werd begraven aan de befaamde Hillside Memorial Park Cemetery in Culver City.

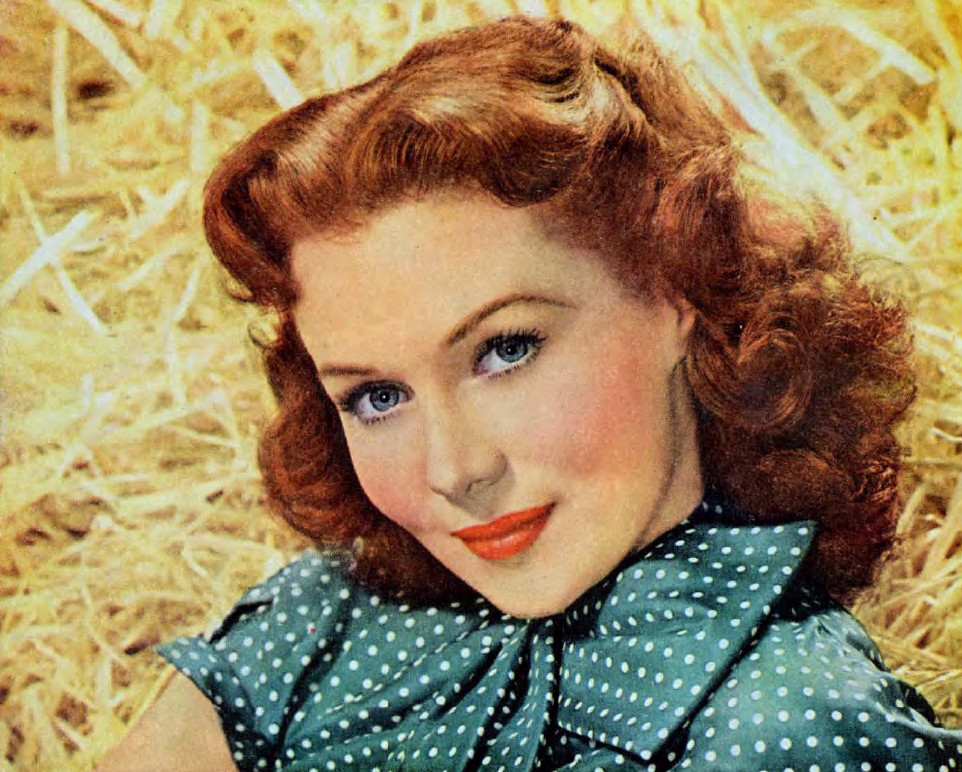
Rhonda Fleming in 1951
(reclamefoto voor shampoo)

## Filmografie (selectie)
- 1944: Since You Went Away
- 1945: Spellbound
- 1945: The Spiral Staircase
- 1946: Abeline Town
- 1947: Adventure Island
- 1947: Out of the Past
- 1949: A Connecticut Yankee in King Arthur's Court
- 1949: The Great Lover
- 1950: The Eagle and the Hawk
- 1951: Cry Danger
- 1951: The Redhead and the Cowboy
- 1951: The Last Outpost
- 1951: Little Egypt
- 1951: Crosswinds
- 1953: Pony-Express
- 1953: Inferno
- 1956: Slightly Scarlet
- 1956: While the City Sleeps
- 1957: Gunfight at the O.K. Corral
- 1958: Bullwhip
- 1959: Alias Jesse James
- 1960: The Crowded Sky
- 1980: The Nude Bomb